# Neoludwigia lixoides
Neoludwigia lixoides är en skalbaggsart som först beskrevs av Lucas 1849.  Neoludwigia lixoides ingår i släktet Neoludwigia och familjen långhorningar. Inga underarter finns listade i Catalogue of Life.